# ساندرا اسکاسنا
ساندرا اسکاسنا (اسپانیایی: Sandra Escacena‎؛ زادهٔ ۳۰ مارس ۲۰۰۱) بازیگر اهل اسپانیا است.
از فیلم‌ها یا مجموعه‌های تلویزیونی که وی در آن‌ها نقش داشته است می‌توان به ورونیکا اشاره نمود.